# Karine Sargsyan
Karine Sargsyan (Կարինե Սարգսյան) es una doctora, genetista, gerente de investigación, gestora de muestras biológicas (biobanker), investigadora y educadora armenio-austriaca. Actualmente se desempeña como Directora Científica del Oncobiobanco el Centro Médico Cedars-Sinai en Beverly Hills, California, EE. UU.,  y desde el 2019, como Directora de Gestión Internacional de Biobancos y Educación en la Universidad Médica de Graz (MedUniGraz), Austria. Además, es una pionera, Vicedirectora de investigación científica,  y profesora del primer Máster en Biobancos conforme al proceso Bolognia desde 2016, así como en el Curso Universitario sobre Inteligencia Artificial en Medicina de la Universidad Médica de Graz el cual inició en  2022.  Es reconocida por su contribución y participación en establecer medidas de calidad y requisitos de regulación en el campo de biobancos, como experta en el proyecto “Aseguramiento de la Calidad y Armonización Mundial de Biobanco”, coautora de los estándares de la Sociedad Internacional de Repositorios Biológicos y Ambientales (ISBER) y coautora de las normas ISO para biobancos (ISO 20387). 
Imparte conferencias en instituciones educativas en 19 países de todo el mundo, entre las que se incluyen en Centro Médico Cerdars-Sinai, el programa de Máster en Biobancos en MedUniGraz, el programa de Máster en Biobancos y Gestión de Datos Complejos en Université Côte d'Azur, Niza, Francia y en el Instituto de Genética Médica en la Universidad Médica Estatal de Ereván, Armenia. Anteriormente, fundó uno de los biobancos clínicos más grandes del mundo y el más grande de Europa (25 millones de muestras biológicas), el biobanco Internacional de UniMedGraz, en el cual ocupó el cargo Directora Gerente de 2007 a 2019. Además, la Dra. Sargsyan fue Directora Científica del Centro de Competencia BioPersMed (2009-2011)  presidenta interina de ESBB (Sociedad Europea, del Medio Oriente y Africana para la Preservación y Biobancos) de septiembre de 2022 a mayo de 2023. 
Asimismo, ha sido mentora de médicos visitantes del American Austrian Foundation en sus programas activos de investigación, supervisa docenas de programas de subvenciones a gran escala de la Unión Europea “Horizonte 2020” y se desempeña como asesora del ACC-ILCEC: Investigación Oncológica en Vietnam, Biobanco de Qatar, Agencia Espacial Alemana, Centro Alemán para la Diabetes, BBMRI-ERIC, Centro de investigación aeronáutica y espacial de la República Federal de Alemania, experta de Organización Munidal de la Salud y el biobanco de Armenia (ARICE), entre otros. Gran parte de su trabajo se enfoca en la educación científica (desde prescolar hasta adultos y formación continua) y específicamente en tecnología innovadora.
Se le otorgó el título de “Profesora Visitante” y “Doctora Honoraria” en su alma mater, la Universidad Médica Estatal de Ereván, donde se graduó como Médico Pediatra y continúa impartiendo clases en el Departamento de Genética Médica. Trabaja activamente en las ciencias del futuro, participando en conferencias y charlas TEDx, así como en Foros Económicos Mundiales – Convención Digital de Davos.
- Libro: Inteligencia futura: El mundo en 2050: permitir a los gobiernos, los innovadores y las empresas crear un futuro mejor, Editores: Tamás Landesz, Sangeeth Varghese, Karine Sargsyan, Springer Nature, Business 2023ISBN 978-3-031-36384-9
- Descripción general del control del cáncer en Armenia e implicaciones políticas, Bedirian K, Aghabekyan T, Mesrobian A, Shekherdimian Sh, Zohrabyan D, Safaryan L, Sargsyan L, Avagyan A, Harutyunyan L, Voskanyan A, Tadevosyan A, Melik-Nubaryan D, Khachatryan P, Saghatelyan T, Kostanyan M, Vardevanyan H, Hovhannisyan M, Sarkisian T, Sargsyan K, Babikyan D, Tananyan A, Danielyan S, Muradyan A, Tamamyan G, Bardakhchyan S; 2022, Fronteras en Oncología (11) 782581
- Libro: Biobancos en países de ingresos bajos y medios: relevancia, configuración y gestión, 1ª ed. 2022, Editores: Sargsyan K, Huppertz B, Gramatiuk S, Springer NatureISBN 978-3-030-87637-1
- Susceptibilidad de diferentes cepas de ratón de tipo salvaje a desarrollar enfermedad hepática asociada a NAFLD/AFLD inducida por la dieta, VHI Fengler, T Macheiner, SM Kessler, B Czepukojc, K Gemperlein, PloS one 11 (5), e0155163, 2016
- Magnetomitotransferencia: una forma eficaz de transferencia directa de mitocondrias a células humanas cultivadas, T Macheiner, VHI Fengler, M Agreiter, T Eisenberg, F Madeo, D Kolb, Scientific Reports 6 (1), 35571, 2016
- El complejo de cadena respiratoria I es un supresor de tumores mitocondriales de tumores oncocíticos, FA Zimmermann, JA Mayr, R Feichtinger, D Neureiter, R Lechner, Frontiers in Bioscience-Elite 3 (1), 315–325, 2011
- Concentraciones séricas de adiponectina en hombres con enfermedad de las arterias coronarias: el estudio LUdwigshafen RISk and Cardiovascular Health (LURIC), S Pilz, W Maerz, G Weihrauch, K Sargsyan, G Almer, M Nauck, BO Boehm, Clinica chimica acta 364 (1-2 ), 251–255, 2006